# Un château en forêt
Un château en forêt (The Castle in the Forest) est un roman américain paru en 2007, l'année de la disparition de son auteur, Norman Mailer. 

## Synopsis
La jeunesse d'Adolf Hitler est racontée par le démon qui l'aurait mis sur le chemin de sa tragique destinée.